# (731) Sorga
(731) Sorga – planetoida z pasa głównego asteroid okrążająca Słońce w ciągu 5 lat i 63 dni w średniej odległości 2,99 au. Została odkryta 15 kwietnia 1912 roku w Landessternwarte Heidelberg-Königstuhl w Heidelbergu przez Adama Massingera. Nazwa pochodzi od indonezyjskiego słowa surga oznaczającego „niebiosa”. Przed nadaniem nazwy planetoida nosiła oznaczenie tymczasowe (731) 1912 OQ.